# Ernest Eberhard Braun

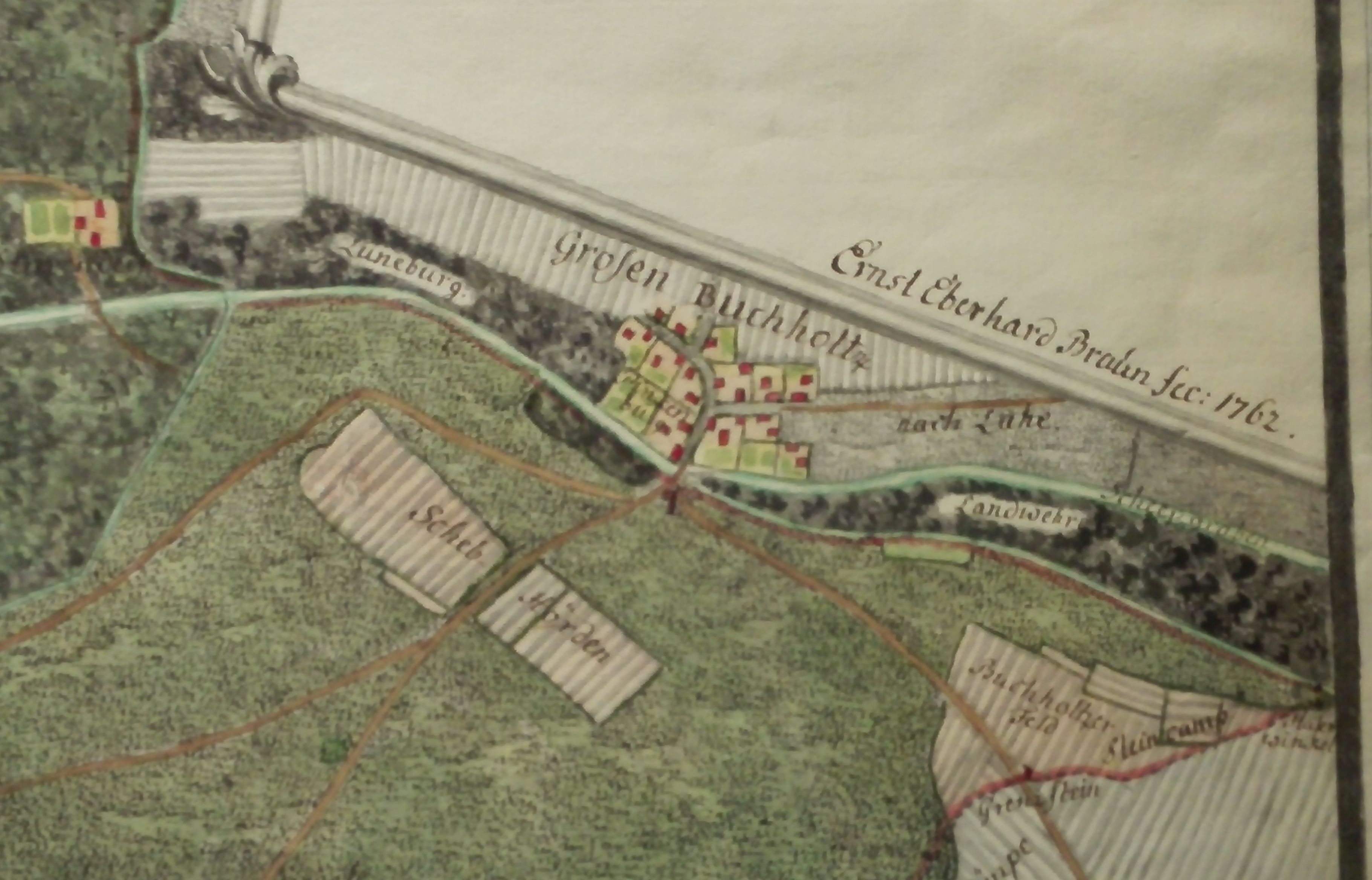
Farbiger Plan der Stadt Hannover und ihrer Umgebung von 1762 mit der Signatur Ernst Eberhard Brauns (Ausschnitt)

Ernest Eberhard Braun (auch: Ernst Eberhard Braun; * vor 1700; † nach 1757) war ein deutscher Leutnant, Artillerie-Oberst, Planvermesser und Planzeichner.

## Leben

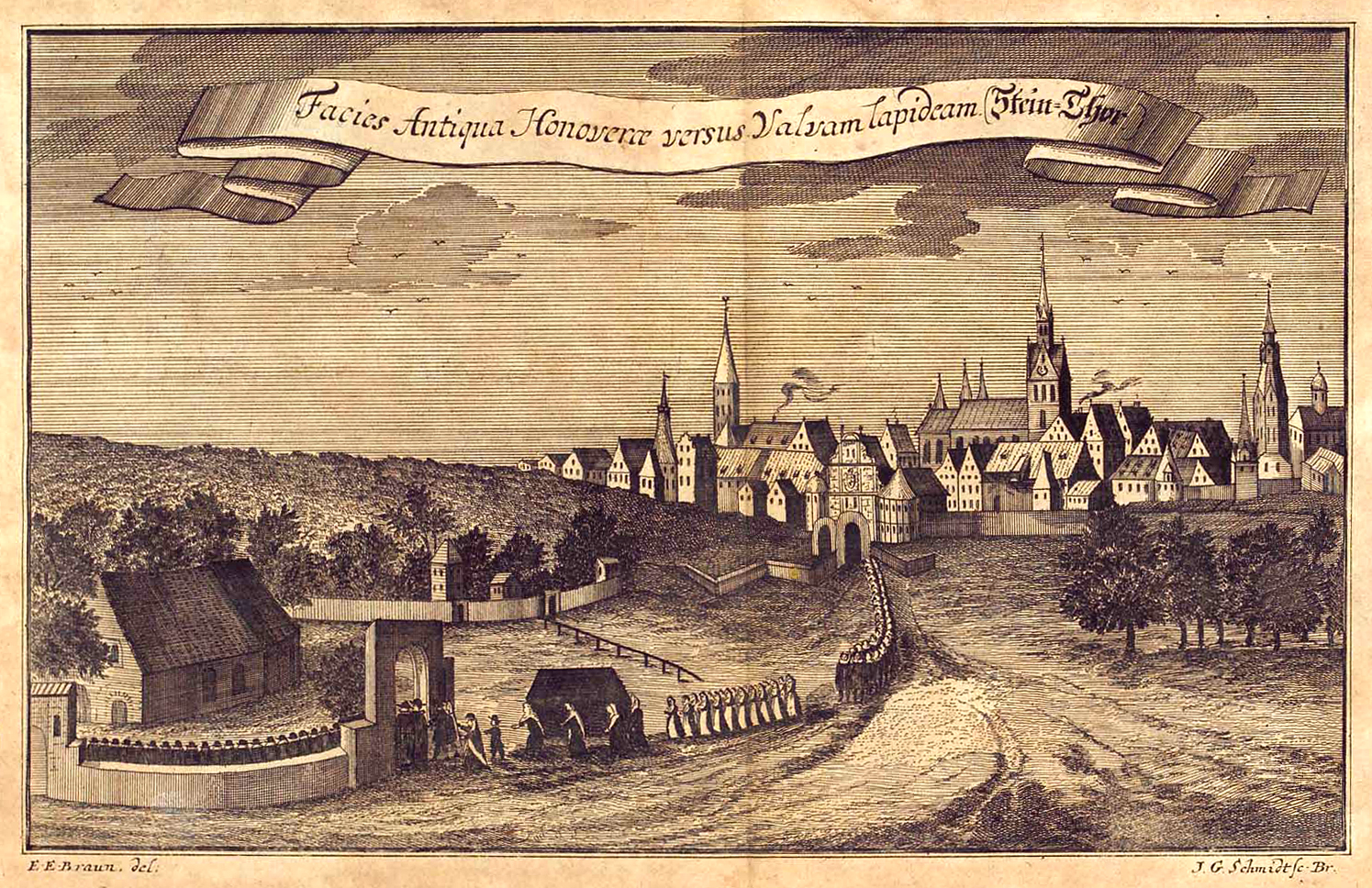
Leichnams-Prozession aus dem Steintor von Hannover heraus bis zum Alten St. Nikolai-Friedhof im „Steintorfeld“;
Kupferstich von I. G. Schmidt nach einer Zeichnung von E. E. Braun; aus Christian Ulrich Grupens 1740 veröffentlichter Darlegung Origines Et Antiqvitates …

Ernest Eberhard Braun ist für den Zeitraum von 1700 bis 1722 in Hannover nachweisbar. Er war mutmaßlich der Vater des Baumeisters Ernst Braun.
Der mit dem Jahr 1728 älteste – datierte – Stadtplan der Stadt Einbeck stammt aus der Feder von Ernest Eberhard Braun.
Ab 1746 schuf E. E. Braun auf Veranlassung von Hannovers Bürgermeister Christian Ulrich Grupen Pläne für die erste hannoversche Stadterweiterung durch den Festungsbaumeister Georg Friedrich Dinglinger auf der ehemaligen Suder-Bothfelder-Bastion, die dann ab 1748 im Bereich der Aegidienneustadt ausgeführt wurden. 1750 wiederum datierte eine mit E. E. Braun signierte Carte von der Gegend um die Stadt Hannover.

## Bekannte Werke (Auswahl)
- Neben anderen Kupferstichen auch solche von I. G. Schmidt nach E. E. Braun in Christian Ulrich Grupens 1740 veröffentlichter Darlegung Origines Et Antiqvitates …:
  - Facies Antiqua Honoverae versus Valvam lapideam (Stein-Thor), eine Ansicht der Gegend vor dem Steintor von Hannover mit dem Nikolai-Friedhof (S. 00070a)
  - FACIES ANTIQUA NOVAE CIVITATIS HONOVERANAE, ein rekonstruierter Plan der Gegend rund um die spätere Calenberger Neustadt;
  - HONOVERA ANTIQUA, ein rekonstruierter Plan der Altstadt von Hannover (Seite 00278a)[5]
- 1726: Plan der Hännoverschen Hude u. Weide-Rechte In der Amtsvogtei Langenhagen, wie sie 1726 aufgenommen[6]
- 1728: Datum des ältesten – datierten – Stadtplans der Stadt Einbeck aus der Feder von E. E. Braun[1]
- ab 1746: Pläne für den Bereich der Aegidienneustadt[3]
- 1750: Carte von der Gegende um der Stadt Hannover[4][6]
- 1757: Carte von der Gegende um der Stadt Hannover = A plan of the city of Hannover and the country adjacent, [Wales]: Publishd by T. Jefferys, 1757[7]
- 1757: Carte von Hannover und der umliegenden Gegend und Grentzen, bei der von der Ortschaft List aus unter anderem die Quanshoel-Riehe eingezeichnet ist[8]
- 1762: Situation der Stadt Hannover in specie derer Grenzen von Hude und Weide so der Alt-Städer Bürgerschaft in denen umliegenden Ämtern, theils Privative, Theils gemeinschaftlich zuständig ist (Herunterladbares gemeinfreies Digitalisat bei Kulturerbe.Niedersachsen.de)[9]